# Théâtre Carlo-Felice

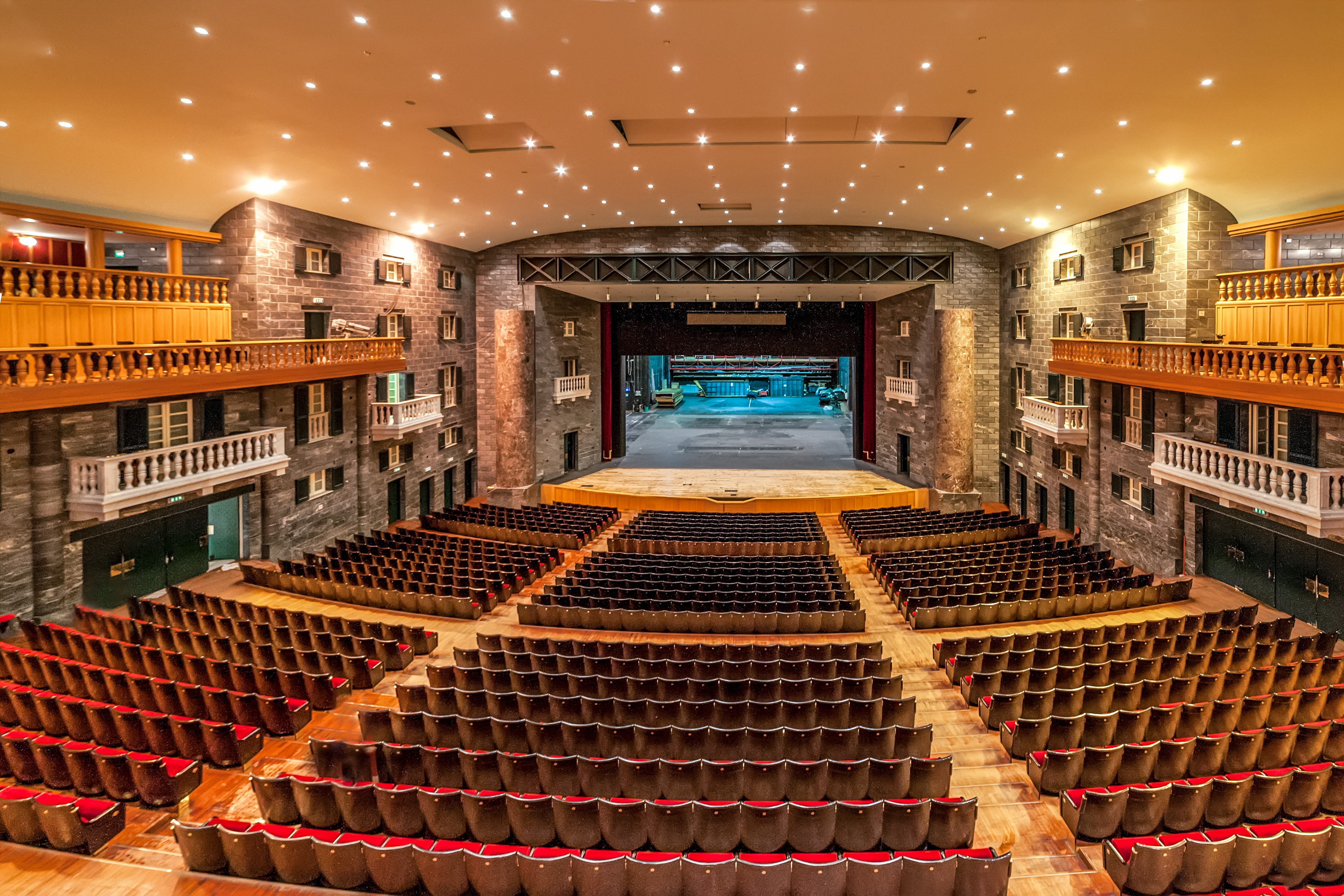
Vue de l'intérieur

Le Teatro Carlo-Felice est l'opéra principal de Gênes, en Italie, utilisé pour des représentations d'opéra, ballet ou musique orchestrale. Il est situé sur la piazza de Ferrari.

## Histoire
Le Théâtre de Gènes est nommé en l'honneur de Charles-Félix Ier, duc de Savoie et roi de Sardaigne. Le 31 janvier 1825, l'architecte Carlo Barabino présenta son projet pour l'opéra qui devait être construit sur le site de l'église de San Domenico. Les Dominicains furent alors transférés ailleurs et la première pierre du nouvel opéra fut posée le 19 mars 1826.
L'inauguration eut lieu le 7 avril 1828, même si la structure et la décoration ne sont pas tout à fait terminées. L'auditorium accueille 2 500 personnes en cinq niveaux (chacun avec 33 loges), une galerie ci-dessus, et des places debout dans la fosse d'orchestre. L'acoustique ont été considérés parmi les meilleurs du monde à l'époque.
En 1892, Gênes a célébré le 400e anniversaire de la découverte de l'Amérique par Christophe Colomb (un Génois) et pour célébrer l'occasion, le Carlo Felice a été rénové et redécoré pour un coût de 420 000 lires. Verdi a été approché pour composer un opéra adapté, mais il a décliné l'honneur, au prétexte  de son âge.
La salle a été modifiée à plusieurs reprises dans les années 1859-1934, et est restée remarquablement épargnée par la Seconde Guerre mondiale jusqu'au 9 février 1941, lorsqu'un obus tiré par un navire de guerre britannique a frappé le toit, laissant un grand trou à ciel ouvert et en détruisant le plafond de l'auditorium qui avait été un exemple unique de l'extravagance du XIXe siècle rococo, sa principale caractéristique étant un cercle plus large d'anges, de chérubins et autres créatures ailées en haut-relief aux couleurs vives.
D'autres dégâts sont survenus le 5 août 1943, lorsque des bombes incendiaires déclenchent un incendie qui a détruit toutes les coulisses décors et accessoires en bois, mais n'a pas atteint l'auditorium principal. Malheureusement des dommages supplémentaires, causés par les pillards, ont dépouillé l'arrière du théâtre de tous les débris possibles de métal qui leur tombait sous la main. Enfin, un raid aérien en septembre 1944 a causé la destruction de la façade du théâtre, ne laissant pratiquement que les murs extérieurs et les couloirs derrière les rangées de loges debout. Une des plus belles maisons d'opéra était devenu un squelette de murs nus et sans toit.
La reconstruction a commencé immédiatement après la clôture de la guerre. La conception d'abord par Paolo Antonio Chessa (1951) a été rejetée, l'autre par Carlo Scarpa a été approuvée en 1977, mais stoppée par sa mort prématurée. Aldo Rossi finalement assuré la conception actuelle, des parties de la façade d'origine ont été recréées avec un intérieur tout à fait moderne. La salle a officiellement rouvert ses portes en juin 1991, avec une grande salle pouvant contenir jusqu'à 2 000 places et une salle plus petite pouvant contenir jusqu'à 200 sièges.